# Юность (Московская область)
Юность — посёлок в городском округе Лосино-Петровский Московской области России. До 23 мая 2018 года входил в состав сельского поселения Анискинское.

## Население
| 2002 | 2006  | 2010  |
| ---- | ----- | ----- |
| 1404 | ↘1342 | ↗1351 |

## География
Посёлок Юность расположен на северо-востоке Московской области, в северо-западной части городского округа Лосино-Петровский, на Щёлковском шоссе А103, примерно в 21 км к северо-востоку от Московской кольцевой автодороги и 7,5 км к востоку от одноимённой железнодорожной станции города Щёлково, в междуречье Клязьмы и Любосеевки.
В 5,5 км северо-западнее посёлка проходит Фряновское шоссе Р110, в 2 км к юго-западу — Монинское шоссе Р109, в 13 км к северо-востоку — Московское малое кольцо А107. Ближайшие населённые пункты — деревни Райки и Улиткино.
В посёлке одна улица — Школа-интернат, приписаны два садоводческих товарищества (СНТ) и территория больницы МИД.
Связан автобусным сообщением с городами Москвой и Черноголовкой.

## История
Посёлок Юность был зарегистрирован на территории Анискинского сельсовета Щёлковского района решением Московского областного исполнительного комитета от 30 сентября 1960 года № 1197.
Административно-территориальная принадлежность
- Анискинский сельсовет Щёлковского района (1960—1963, 1965—1994)[10][11],
- Анискинский сельсовет Балашихинского района (1959—1960)[12],
- Анискинский сельсовет Мытищинского укрупнённого сельского района (1963—1965)[13],
- Анискинский сельский округ Щёлковского района (1994—2006)[11],
- сельское поселение Анискинское Щёлковского муниципального района (2006—2018)[14][15].
- городской округ Лосино-Петровский Московской области с 23 мая 2018 года.[2]

## Достопримечательности
- Райки (усадьба)